# Utvrda Bahrein
Utvrda Bahrein (arapski: قلعة البحرين‎, Qal'at al-Bahrain), poznata i kao Portugalska utvrda (Qal'at al-Burthugal), ali i Utvrda Nader-šaha, iranskog šaha, arheološki je lokalitet u Bahreinu. Sastoji se od humka oko utvrđenog naselja kojeg su kontinuirano obnavljali njegovi stanovnici od 2300. pr. Kr. do 18. stoljeća, uključujući strane vladare poput Perzijanaca i Portugalaca. Između ostalog, ovo naselje je bilo prijestolnica drevne kulture Dilmun, a u nedavnoj prošlosti je bila Portuglaskom utvrdom. Zbog toga je ovo naselje upisano na UNESCO-ov popis mjesta svjetske baštine u Aziji i Oceaniji 2005. godine kao „primjer tella (pustinjska gradina), vještaćkog humka na kojemu se nalazi više slojeva ljudskih naselja od 2300. pr. Kr. do 16. stoljeća”.

## Odlike
Qal'at al-Bahrain ima promjer od 300 x 600 metara i oko 25 % lokaliteta je iskopano i istraženo, te su otkrivene građevine različitih oblika koje svjedoče o različitim namjenama: stambene, javne, trgovačke, vjerske i vojne. One zajedno s obližnjom lukom svjedoče o važnosti koju je ovo naselje imalo stoljećima. 
Najniži sloj sa stambenim naseljem i gradskim zidinama je iz oko 2200. pr. Kr. i pripadaju kulturi Dilmun, jedne od najvažnijih drevnih kultura u ovom području koja je poznata samo iz sumerskih tekstova. Do 1450. pr. Kr. ovdje su Kasiti izgradili palaču u kojoj je pronađeno mnogo glinenih pločica s klinastim pismom. Jedna jedina je dairana u "četvrtu godinu vladavine kralja Aguma", za kojega se pretpostavlja da je babilonski kralj Agum III. Za vladavine babailonskog kralja Burna-Buriaša poznato je ime upravitelja ovog naselja, Ili-ippašra iz Nipura. Kada je naposljetku palača izgorjela, gradom se vjerojatno upravljalo iz Failaka. U slojevima od 10. do 5. stoljeća pr. Kr. otkrivene su druge vile sa sanitarnim objektima, te nekropole ispod podova kuća.
Naselje je bilo gusto naseljeno čak i u helenizmu (3. stoljeće pr. Kr.), ali ovi slojevi nisu dovoljno istraženi. Iz tog vremena potječe utvrda promjera 51,5 x 51,5 metara, koja se povezuje sa Sasanidima.
Na vrhu humka visokog 12 metara nalazi se impozantna Portugalska utvrda (ar. qal'at) iz 16. stoljeća, po kojoj je cijelo naselje dobilo ime. Portugalcima je ova utvrda bila prometna postaja na trgovačkom putu iz Perzijskog zaljeva od 1521. do 1602. godine.
Od 1954. do 1970. godine, na ovom mjestu su arheološka istraživanja provodili danski arheolozi pod vodstvom engleza, Geoffreyja Bibbyja, a nakon 1978. godine, do 1987. godine, nastavili su istraživati francuski arheolozi.
- Stambeno naselje
- Utvrda Bahrein sprijeda
- Zidine utvrde
- Hodnik u Utvrdi Bahrein
- Stube tornja

## Vanjske poveznice
- Qal'at al-Bahrain: Arheološko nalazište  Arhivirana inačica izvorne stranice od 22. kolovoza 2010. (Wayback Machine) (+ film) (njem.)
- Obilazak Utvrde Bahrein (njem.) Preuzeto 2. svibnja 2011.